# Daiki Takamatsu
Daiki Takamatsu (Yamaguchi, 8. rujna 1981.) bivši je japanski nogometaš.

## Klupska karijera
Igrao je za Oita Trinita i FC Tokyo.

## Reprezentativna karijera
Za japansku reprezentaciju igrao je od 2006. do 2007. godine. Odigrao je 2 utakmice.
S U-23 japanskom reprezentacijom Daiki Takamatsu je igrao na Olimpijskim igrama 2004.

## Statistika
| Japan  | Japan | Japan |
| Godina | Nast. | Gol.  |
| ------ | ----- | ----- |
| 2006.  | 1     | 0     |
| 2007.  | 1     | 0     |
| Ukupno | 2     | 0     |

## Vanjske poveznice
- National Football Teams
- Japan National Football Team Database